# Dragons Utrecht
Utrecht Dragons is een Nederlandse ijshockeyclub uit Utrecht. De club komt uit in de eredivisie, de hoogste nationale ijshockeycompetitie in Nederland. In de seizoenen 1990/91 en 1991/92 werden de Dragons nationaal kampioen. Hun speellocatie is de Vechtsebanen.